# Красотка в ударе
«Красотка в ударе» — российский фильм 2020 года, полнометражный режиссёрский дебют Яны Гладких.

## Сюжет
Полина — обычная девушка: заурядная внешность, проблемы дома и на работе, встречи с одноклассниками по случаю… У неё муж — неудачник и альфонс, вымещающий свою никчёмность на жене, который сам живёт в несбыточных фантазиях по поводу крупного бизнеса, считаемых «мужскими», пока Полина берётся за любую работу и пашет с утра до ночи: охранником, доставщиком еды, а в итоге устраивается бригадиром техников сцены, сама устанавливая оборудование, и в её подчинении несколько мужчин, которые зовут её «Палыч».
Полина считает себя непривлекательной. Низкая самооценка заставляет и окружающих относиться к ней как к дурнушке. Её бывшая одноклассница Анна, красавица школы, внешне создаёт впечатление абсолютно идеальной девушки. Её мама постоянно третирует её по поводу внешнего вида и возраста и неудачливости в личной жизни. Только лучшая подруга главной героини, Викуся, толстушка-хохотушка, принимающая себя какой есть и не парящаяся о внешности, поддерживает Полину во всех начинаниях.
Полина абсолютно не чувствует себя женщиной, постоянно подвергаясь давлению со стороны общества, коллег, семьи и самой себя за то, что не соответствует канонам красоты, успеха. Она решается на пластическую операцию, но до операционной так и не добирается, а однажды проснувшись, начинает считать себя настоящей красоткой, что полностью переворачивает её жизнь.

## В ролях
- Юлия Александрова — Полина по прозвищу «Палыч»
- Лариса Кокоева — Викуся, её лучшая подруга, толстушка-хохотушка
- Григорий Калинин — Юра, муж Полины
- Максим Блинов — Матвей
- Андрей Бурковский — Илья, пластический хирург
- Яна Кошкина — Анжела, администратор в клинике пластической хирургии
- Янина Студилина — Аня, бывшая одноклассница Полины, звезда их класса, красавица
- Павел Ворожцов — Миша
- Елена Шевченко — мама Полины
- Таисия Вилкова — Елена
- Марко Динелли — Альфредо
- Карина Коэстани — Франциска Альмейда

## Съёмки
Фильм снимался в августе-сентябре 2019 года в Москве и Подмосковье.

## Показ
Трейлер фильма был опубликован 15 июля 2020 года, премьера прошла 19 июля в рамках IV фестиваля «Горький Fest».
Премьерный спецпоказ в Москве прошёл 11 августа 2020 года в кинотеатре «Формула Кино на Кутузовском» ТРЦ «Океания».
В широкий кинопрокат фильм вышел 13 августа 2020 года в 551 кинотеатре, став в России лидером по итогам уикенда с 13 по 16 августа, собрав 9,69 миллионов рублей, во вторую неделю фильм занимал пятую строчку проката, показав лучший старт с момента оживления кинопроката в стране после пандемии.
Всего фильм был в прокате целый месяц (до 13 сентября), в итоге его посмотрели 96 387 зрителей, кассовые сборы составили 24 254 683 руб ($ 331 167).
Телевизионная премьера состоялась 22 января в прайм-тайм в 21:30 на Первом канале.

## Критика
В отечественном кинематографе такие лёгкие, светлые и лишённые противного юмора комедии о любви к себе можно пересчитать по пальцам одной руки — оттого и обидно, что «Красотка в ударе» остается без заслуженного внимания.— Фильм.ру
Отмечается схожесть сюжета с вышедшем двумя годами ранее американским фильмом «Красотка на всю голову» — «в российской версии разве что героиня занималась на пилоне, а не на сайкле», однако режиссёр фильма Яна Гладких отвечала, что это самостоятельный фильм:

У нас получилась абсолютно оригинальная история, которую объединяет с первоисточником только хай-концепт: ход с ударом головой, который кардинально переворачивает восприятие себя героиней. А всё остальное придумали сами. В американском фильме мне не понравилось, что всё показано слишком прямолинейно: слегка полноватая девушка считается какой-то уродиной. Мне это не интересно и не близко, поэтому не хотелось идти по пути общепринятых понятий красоты и «страшноты». Мне была интересна тема восприятия человеком самого себя. Я знаю очень много красивых и успешных женщин, у которых чрезвычайно низкая самооценка.
Отмечается, что в принципе это расхожий сюжет на тему преображения среднестатистической девушки в красавицу с рекламного плаката — использованный ранее как в массе зарубежных фильмов, так и в отечественных картинах: советской «Происшествие, которого никто не заметил» (1967) и российской «Настя» (1993).

## Рецензии
- Маша Токмашева — «Красотка в ударе»: Страшное бессилие // Кино-Театр.ру, 15.08.2020
- Тимур Алиев — «Красотка в ударе»: Боль и унижение // Time Out
- Алёна Попова — «Красотка в ударе»: Рецензия Киноафиши // КиноАфиша, 11 августа 2020
- Брис Гришин — «Красотка в ударе»: Рецензия  // Кино Mail, 12 августа 2020
- Дмитрий Московский — Когда «Красотка в ударе»… // ИМА-ПРЕСС, 10 августа 2020